# Горгоне
Горгоне (грч. Γοργώ, Γοργών, лат. Gorgones) су кћерке морског бога Форкија и његове жене Кето.

## Митологија
Постојале су три кћерке бога Форкија
- Горгона Медуза
- Горгона Стено
- Горгона Еуријала

По свом изгледу Горгоне су биле на првом месту митских наказа.
Својим су изгледом биле мешавина птица са металним крилима, старих жена са веома избораним лицима и спљоштеног, широког носа, са животињским ушима, дугим очњацима и металним шакама, а из главе су им уместо косе расле змије отровнице.
При погледу на њих човек би се, од ужаса, моментално скаменио.
Стена и Еуријала  су биле бесмртне, а Медуза смртно биће — „убио је јунак Персеј“.
Горгоне су имале и свађалачки настројене сестре Греје, а брат им је био наказни змај Ладон, који је и највећем јунаку античких митова Хераклу уливао страх.
Најпознатија од три Горгоне је била Медуза. Њеним ликом су, антички богови и јунаци украшавали своје штитове и оклопе, да би непријатељу утерали страх, и зато, када се у грчким митовима и текстовима помиње Горгона, обично се мисли на њу.

## Култ Горгоне
У старој Грчкој Горгонеион био је приказ (цртеж, камена глава, гравура, слика) Горгонина лица, често са махнитим змијама и језиком који извирује поред очњака.
Овај приказ се често користио као симбол, односно амулет, смештен на вратима, зидовима, новцу, штитовима, грудобранима и надгробним споменицима да би отерао силе зла и да би заштитио носиоца симбола, а уплашио и отерао непријатеља.
Марија Гимбутас верује да је прототип Горгониона у неолитичким уметничким мотивима, нарочито у антропоморфизираним вазама и маскама од теракоте обложеним златом.
Велике очи биле су божанске очи, а имала их је и Атина, као и њена света птица - сова. Очи су представљане спиралама, концентричним круговма и на сличне начине.
Змије су симболи смирења и повећавања. Понекад су горгонама придодавана стопала птица са канџама, или пчелињим крилима, симболима регенерације, а исплажени језик симбол је смрти.

## О Горгонама
Од многобројних античких ликовних приказа можда су најупечатљивији: 
- „Две Горгоне прогоне Персеја“ — амфора из Вулција из 510. п. н. е., која се чува у Британском музеју у Лондону.
- „Глава Горгоне“ — бронза из Требеништа, Народни музеј у Београду.

На новијим ликовним приказима, уметници као да су заборавили друге две Медузине сестре:
- „Персеј и Горгина“ — Скулптура, Роденов музеј, Париз — Приказана је само Медуза.